# Гліндон (Міннесота)
Гліндон (англ. Glyndon) — місто (англ. city) в США, в окрузі Клей штату Міннесота. Населення — 1306 осіб (2020).

## Географія
Гліндон розташований за координатами 46°52′18″ пн. ш. 96°34′47″ зх. д. / 46.87167° пн. ш. 96.57972° зх. д. (46.871713, -96.579636).  За даними Бюро перепису населення США в 2010 році місто мало площу 3,91 км², уся площа — суходіл.

## Демографія
Згідно з переписом 2010 року, у місті мешкали 1394 особи в 464 домогосподарствах у складі 360 родин. Густота населення становила 356 осіб/км².  Було 487 помешкань (124/км²).
Расовий склад населення:
| - 92,3 % — білих - 2,8 % — корінних американців - 1,2 % — чорних або афроамериканців - 1,9 % — осіб інших рас |

До двох чи більше рас належало 1,8 %. Частка іспаномовних становила 6,0 % від усіх жителів.
За віковим діапазоном населення розподілялося таким чином: 35,4 % — особи молодші 18 років, 57,7 % — особи у віці 18—64 років, 6,9 % — особи у віці 65 років та старші. Медіана віку мешканця становила 29,5 року. На 100 осіб жіночої статі у місті припадало 103,8 чоловіків;  на 100 жінок у віці від 18 років та старших — 100,9 чоловіків також старших 18 років.
Середній дохід на одне домашнє господарство  становив 73 183 долари США (медіана — 72 000), а середній дохід на одну сім'ю — 78 929 доларів (медіана — 85 882). Медіана доходів становила 48 314 долари для чоловіків та 40 774 долари для жінок. За межею бідності перебувало 10,8 % осіб, у тому числі 17,6 % дітей у віці до 18 років та 0,0 % осіб у віці 65 років та старших.
Цивільне працевлаштоване населення становило 744 особи. Основні галузі зайнятості: освіта, охорона здоров'я та соціальна допомога — 25,8 %, виробництво — 15,1 %, будівництво — 12,6 %, роздрібна торгівля — 10,9 %.